# Nothoprocta curvirostris
O inhambu-do-páramo, também conhecido por tinamu-do-páramo, ou alternativamente inambu-do-páramo, (nome científico: Nothoprocta curvirostris) é uma espécie de ave tinamiforme pertencente à família dos tinamídeos. Comumente, pode ser encontrado nos planaltos e florestas montanhosas dos Andes da América do Sul.

## Taxonomia
Todas as espécies de inhambu, incluindo o inhambu-do-páramo, pertencem à família Tinamidae, que por sua vez pertence à ordem dos Tinamiformes, sendo também, de modo mais amplo, ratitas, embora sejam capazes de voar curtas distâncias.
É um dos seis representantes do gênero Nothoprocta, introduzido em 1873, pelos naturalistas ingleses Philip Lutley Sclater e Osbert Salvin. O epíteto específico foi nomeado pelos mesmos ornitólogos, no mesmo ano de introdução do gênero.
O nome do gênero combina os termos do grego antigo κρυπτός "kruptós", que significa 'coberto', 'escondido'; οὐρά, "ourá", 'cauda'; e -ellus, um sufixo latino que significa 'diminutivo', provavelmente em referência à cauda curta, coberta por pequenas plumas, fazendo-a parecer escondida.

### Subespécies
São reconhecidas duas subespécies:
- N. c. curvirostris (Sclater & Salvin, 1873) – raça nominal, ocorre nos Andes no centro e no sul do Ecuador e norte do Peru (Cordillera del Condor)[4]
- N. c. peruviana (Taczanowski, 1924) – ocorre nos Andes do norte e no centro do Peru; leste das regiões de Piúra, Cajamarca, Amazonas, oeste de San Martín, La Libertad, Ânchache e Huánuco[4]

## Descrição
O inhambu-do-páramo possui aproximadamente 28 centímetros de comprimento. Suas partes superiores são marrom-escuras listradas de branco e manchadas de preto. Seu peito é avermelhado e manchado de branco, a barriga é marrom-amarelada e sua crista é preta, os lados de sua cabeça e sua garganta e pescoço são brancos. Finalmente, suas pernas são amarronzadas.

## Comportamento
Assim como outros tinamus, o inhambu-do-páramo se alimenta de frutas do chão ou arbustos baixos. Eles também comem pequenas quantidades de invertebrados, botões de flores, folhagens, sementes e raízes. O macho incuba os ovos que podem vir de até 4 fêmeas diferentes e, em seguida, os cria até que estejam prontos para ficarem sozinhos, o que leva cerca de 2 a 3 semanas. O ninho está localizado no chão em arbustos densos ou entre contrafortes de raízes levantadas.

## Distribuição e habitat
Esta espécie se distribui nos Andes do centro e sul da Colômbia, seguindo ao Equador e norte e centro do Peru. Possui preferência por pastagens em 2800 a 3700 metros (9,200–12,100 pés) acima do nível do mar. Também pode ser encontrado em matagais e pastagens de alta altitude.

## Conservação
O inhambu-do-páramo se encontra na Lista Vermelha de Espécies Ameaçadas como uma espécie pouco preocupante, com uma área de ocorrência de mais de 30 mil quilômetros quadrados (12,000 mi²), além de populações estáveis em sua distribuição.